# SUNNY DAY SONG/?←HEARTBEAT
《SUNNY DAY SONG/?←HEARTBEAT》為μ's的單曲之一，於2015年7月8日由Lantis發行。收錄曲目為《Love Live! 學園偶像電影》的主題曲和插曲。

## 概要
劇場版《Love Live! 學園偶像電影》插入曲第2作，收錄了2首劇中曲的雙A面單曲。其中《SUNNY DAY SONG》為劇場版中的主打歌之一，另一首歌曲《?←HEARTBEAT》也被作為插入歌使用。
初回生產期間隨機附贈9種「μ's與秘密約會☆卡」中的一種。封面於2015年6月27日公開。
其廣告標語為「大家一起創造出的，最棒的live！」（みんなで作る、最高のライブ！）。

## 榜單成績
本單曲以33223張的銷量於7月7日位列Oricon日榜第2位，並以22753張的銷量於次日升至日榜第1位，又以8.6萬張的銷量於7月20日位列週榜第2位。《Love Live!》作品中首次登上最高位。和位列第5的《Angelic Angel/Hello,細數繁星》同時進入了週榜前5位。前一回同系列兩首角色歌同時進入週榜前5位的是放學後Teatime的《Singing!》《Unmei♪wa♪Endless!》在4年前2011年12月19日的記錄。
本單曲又以2.0萬張的銷量於次週7月27日登臨第6位，和第2位《我們是合而為一的光芒/Future style》、第9位《Angelic Angel/Hello,細數繁星》一同進入前10位，並以累計10.7萬張的銷量成爲《Love Live!》單曲作品中最快突破10萬張的。
在Sound Scan週榜中，本單曲繼《Angelic Angel/Hello,細數繁星》之後連續2週連獲得第1位。本單曲還在告示牌的Hot Animation中連續2週獲得第1位。

## 收錄曲
1. SUNNY DAY SONG [4:47]
  - 作詞：畑亞貴、作曲・編曲：倉内達矢
  - 歌：μ's
  - 劇場版《Love Live! 學園偶像電影》插入歌。
  - 在劇中，包括A-RISE的多數學園偶像皆參加了LIVE。此外、也接續了TV第2期第13話的插入曲「Happy maker!」出現了μ's成員的家人[注 2]以及羊駝等。
  - 服裝用在劇場版的主要印象圖。
  - CD版收錄內容錄與劇場版的間奏有稍許不同，劇場版版本被收錄於「Notes of School Idol Days 〜Curtain Call〜」中[7]。
  - 劇中因希望能成為「所有學園偶像一起唱的歌曲」，於是由西木野真姫和綺羅翼共同作曲、園田海未與統堂英玲奈共同作詞[注 3]。
2. ?←HEARTBEAT [3:33]
  - 作詞：畑亞貴、作曲・編曲：本田光史郎
  - 歌：絢瀨繪里（南條愛乃）、東條希（楠田亞衣奈）、矢澤日香（德井青空）
  - 劇場版《Love Live! 學園偶像電影》插入歌。
3. SUNNY DAY SONG (Off Vocal) [4:46]
4. ?←HEARTBEAT (Off Vocal) [3:32]

## 註解
1. ↑  不計入單曲編號。
2. ↑  TV版未露面的海未的母親、花陽的母親、凜的母親三人皆有登場。
3. ↑  劇中兩人從全國蒐集來的語詞中挑選數項來寫作歌詞。

## 外部連結
- Lantis的介紹頁面（页面存档备份，存于）（日語）